# Cecile-Ivelyse Diamoneka
Cécile-Ivelyse Diamoneka est née en 1940 à Kinkala au Congo Brazzaville. Elle est enseignante et poétesse,.

## Biographie

### Parcours académique
Cécile-Ivelyse Diamoneka fait ses études secondaires à Ngoundi, puis les poursuit à Brazzaville. Les études supérieures se font à l'École normale supérieure de Saint-Cloud.

### Dans l'administration
Enseignante de formation, elle est directrice de plusieurs établissements scolaires, et ensuite directrice de la formation continue au Ministère de l'Éducation nationale et membre du Conseil national de l'Union nationale des écrivains, artistes et artisans du Congo. En 1991, elle directrice des Affaires spirituelles et religieuses au ministère de la Culture.

## Œuvres
Cécile-Ivelyse Diamoneka, Voix des cascades, Présence Africaine, 1982, 64 p. (ISBN 270870415X).

## Voir Aussi